# Miguel Wiels
Pour les articles homonymes, voir Wiels (homonymie).
Miguel Wiels (né à Gand le 11 septembre 1972) est un pianiste-compositeur.

## Discographie[2]
- A Dream of No Return (1990)
- Lost In Romance (1998)
- Mijn Favoriete Melodieën (2002)
- Monumentenzorg (2008)